# 페루올빼미원숭이
페루올빼미원숭이 또는 안데스올빼미원숭이(Aotus miconax)는 남아메리카에 사는 올빼미원숭이의 일종이다. 페루에서 발견된다.